# Internationalen
Internationalen („Die Internationale“) ist eine schwedische trotzkistische Wochenzeitung der Sozialistischen Partei Schwedens (Socialistiska Partiet). Sie wurde 1971 unter dem Namen Mullvaden („Maulwurf“) gegründet und änderte ihren Namen 1974 in Internationalen. Die Wochenzeitung hat rund 2000 Abonnenten.
Einer der heute bekanntesten Journalisten der Zeitung war Stieg Larsson, der unter dem Pseudonym „Severin“ über Rechtsextremismus und US-Imperialismus schrieb. Zu den bekannten Chefredakteuren zählte Håkan Blomqvist. Weitere Journalisten waren Kjell Östberg und Andreas Malm.

## Auflage
Die Auflage betrug 1971 etwa 600 Stück und steigerte sich Ende der 1970er Jahre auf bis zu 2900 Exemplare. 2004 hatte das Blatt eine Auflage von 1900 Stück.